# مكدامية كلودية

مكدامية كلودية (الاسم العلمي:Macadamia claudiensis) هي نوع نباتي يتبع جنس المكدامية من الفصيلة البروطية.